# Laniarius erythrogaster
Laniarius erythrogaster е вид птица от семейство Malaconotidae.

## Разпространение
Видът е разпространен в Бурунди, Еритрея, Етиопия, Камерун, Демократична република Конго, Кения, Нигерия, Руанда, Судан, Танзания, Уганда, Централноафриканската република, Чад и Южен Судан.